# Акимов, Илья Андреевич
Илья Андреевич Акимов (2 августа 1936 года-26 февраля 2016 года) — советский металлург, старший вальцовщик Челябинского металлургического завода, Герой Социалистического Труда (1976).

## Биография
Родился 2 августа 1936 года в Москве в рабочей семье.
Детство провёл на хуторе в Калужской области. Там же окончил семилетнюю школу в 1954 году. В 1954 году приехал в Челябинск, в 1956 году окончил ремесленное училище № 17 при Челябинском металлургическом заводе.
С 1956 года на протяжении 34 лет работал на Челябинском металлургическом заводе (с 1983 года — Челябинский металлургический комбинат): вальцовщик и старший вальцовщик сортопрокатного цеха № 1.
С 1967 года — старший вальцовщик сортопрокатного цеха № 2, куда был переведён для работы на новейшем оборудовании: мелкосортный стан «250» и проволочный стан «250». Один из лучших металлургов комбината, специалист высшей квалификации. Выпускал продукцию только отличного качества. В совершенстве изучил сложнейшее оборудование, кроме своей основной профессии принимал активное участие в монтаже и в пусконаладочных работах металлургических станов комбината. План девятой пятилетки (1971—1975) выполнил досрочно.
Имел в своем активе также значительное число рационализаторских предложений (практически все реализованы в производстве). Активно занимался подготовкой молодых металлургов, лично подготовил на рабочем месте много квалифицированных молодых рабочих, имел почётное звание «шеф-наставник».
В 1989 году — окончил Высшую школу профсоюзного движения имени Н. М. Шверника в Москве.
С 1990 года работал на руководящих должностях в народном хозяйстве. Был членом Комитета народного контроля Челябинской области.
Вышел на пенсию в начале 1990-х годов и уехал в Калужскую область, где занимался сельским хозяйством.
В 1999 году вернулся в Челябинскую область, жил в посёлке Трубный Сосновского района.
В 1999—2001 годах работал заместителем директора по производству совхоза «Трубный». Активно участвовал в общественно-политической жизни, состоял в разное время в Партии пенсионеров и в Коммунистической партии Российской Федерации (в советское время был членом КПСС).
Неоднократно выдвигался кандидатом на выборах в Законодательное собрание Челябинской области (безуспешно), в 2005—2009 годах избирался депутатом Законодательного собрания Сосновского района. С 2011 года — член Общественной палаты Сосновского района.
Член КПСС. Депутат Верховного Совета СССР 10-го созыва (1979—1984). Депутат Челябинского городского Совета народных депутатов.
Илья Андреевич Акимов умер 26 февраля 2016 года, похоронен на Успенском кладбище Челябинска.

## Награды
- Герой Социалистического Труда (1976) — за выдающиеся успехи в выполнении принятых на девятую пятилетку социалистических обязательств по увеличению производства продукции, улучшению её качества и повышению производительности труда[1]
- Орден Ленина (1971, 1976)[1]
- Медаль «За трудовое отличие» (1966)[1]
- медали[1]